# Milla Magnífica
La Milla Magnífica (en inglés Magnificent Mile) es una sección de la avenida Míchigan de Chicago (Estados Unidos), que se extiende desde el río Chicago hasta la calle Oak en el Near North Side. El distrito está ubicado dentro del centro y una cuadra al este de Rush Street. Es la vía principal entre el distrito comercial Loop de Chicago y Gold Coast. Generalmente es el límite occidental del vecindario de Streeterville, al este y River North al oeste.
El promotor inmobiliario Arthur Rubloff de Rubloff Company le dio al distrito su apodo en los años 1940. Actualmente es el distrito comercial más grande de Chicago, con varias tiendas de gama media y alta bordean esta sección de la calle; unos 287 999 m² están ocupados por tiendas, restaurantes, museos y hoteles. Sus alquileres son los terceros más caros de los Estados Unidos, detrás de la Quinta Avenida en Nueva York y Rodeo Drive en Beverly Hills.
Cuenta con muchos rascacielos, como el 875 North Michigan Avenue, e hitos, como el Wrigley Building, la Tribune Tower, la Chicago Water Tower y los hoteles Allerton, Drake e Intercontinental.

## Historia

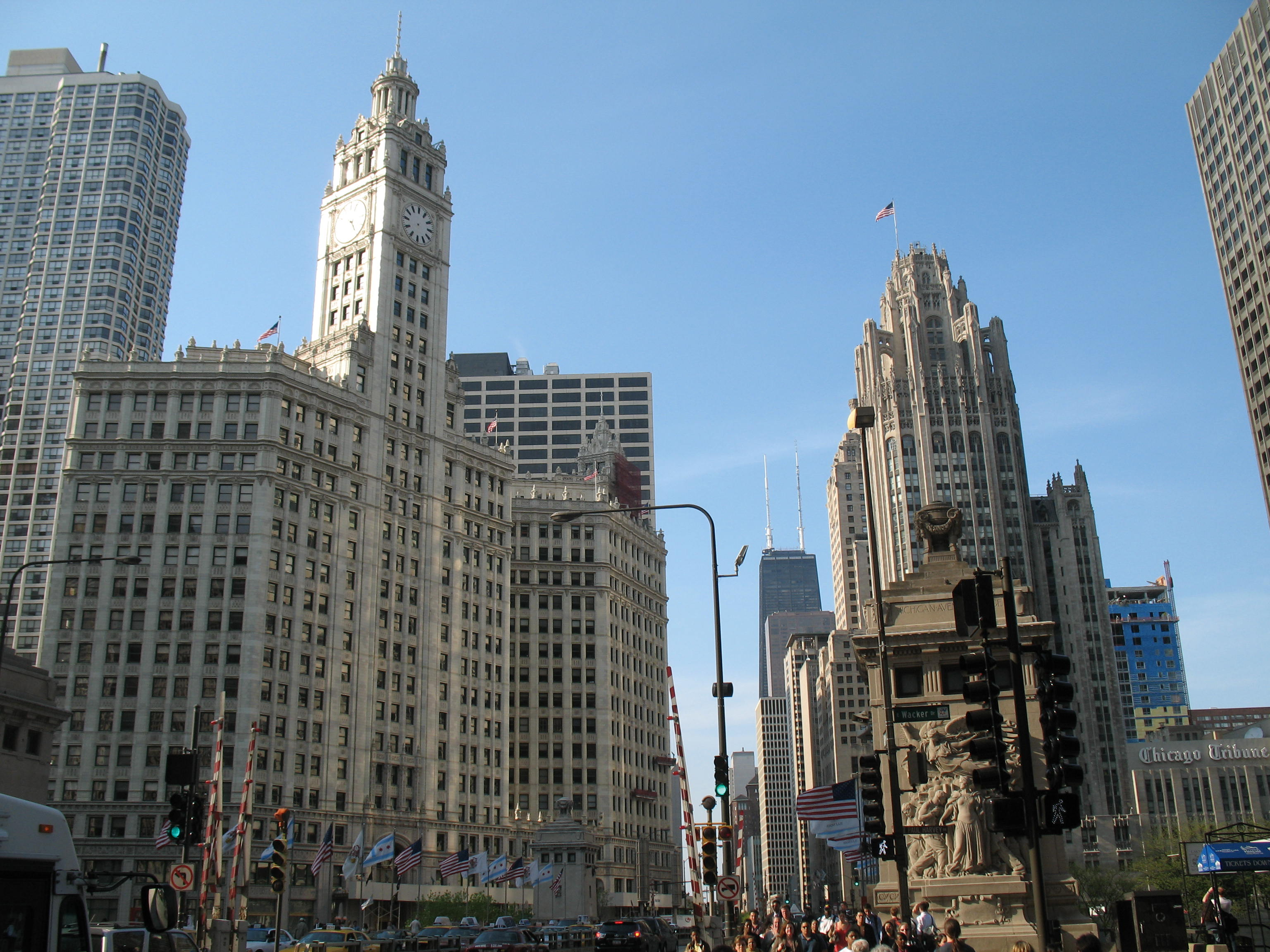
La vista hacia el norte desde en el distrito histórico de Michigan-Wacker: el Wrigley Building (izquierda) y la Tribune Tower

Tras el Gran incendio de Chicago de 1871, State Street (anclada por Marshall Field's) en el centro de Loop, especialmente el Loop Retail Historic District, fue el centro comercial de la ciudad. La conveniencia del transporte público, incluidos los tranvías y los trenes elevados, apoyó un corredor comercial a lo largo de State Street desde Lake Street hasta Van Buren Street.
En los años 1920, los suburbios de cercanías comenzaron a tener importantes distritos comerciales. Antes de la construcción del puente basculante, los puentes giratorios que cruzan el río estaban abiertos para el tráfico de barcos durante la mitad de las horas del día. El puente de Rush Street fue el puente giratorio de esta área. La apertura del Puente de la Avenida Michigan en 1920 creó un nuevo distrito comercial.
El concepto de la Milla Magnífica fue parte del Plan Burnham de 1909. Fue desarrollado durante los años 1920 para reemplazar Pine Street, que estaba llena de fábricas y almacenes cerca del río, y elegantes residencias de mansiones y casas adosadas más al norte. Las primeras construcciones variaron en estilo, pero desafiaron nuevas alturas en la construcción. El nombre "Magnificent Mile" es una marca registrada de The Magnificent Mile Association, anteriormente Greater North Michigan Avenue Association (GNMAA).
Tras la Gran Depresión y la Segunda Guerra Mundial, Arthur Rubloff y William Zeckendorf compraron o controlaron la mayor parte de la propiedad a lo largo de este tramo de la avenida y apoyaron un plan de Holabird & Root para la construcción de nuevos edificios y la renovación de los antiguos que aprovecharon los nuevos leyes de zonificación. Pronto, los valores de las propiedades impulsados por los distritos comerciales de lujo superaron a los artistas cercanos de Tower Town, justo al suroeste de Chicago Water Tower. Rubloff y Zeckendorf desarrollaron y promocionaron con éxito el área hasta que se convirtió en una de las direcciones más prestigiosas de la ciudad. Esa distinción se mantiene hoy, y estimuló nuevas inversiones a lo largo de Magnificent Mile y en todo el Near North Side.
Después de 1950, el desarrollo suburbano redujo la importancia diaria del Loop para muchos habitantes de Chicago a medida que caían las ventas minoristas del centro. Sin embargo, la Milla Magnífica mantuvo un distrito comercial de lujo cerca del distrito central de negocios. La apertura del Water Tower Place de 74 pisos en 1975 marcó el regreso de Chicago a la prominencia del comercio minorista. Para 1979, el corredor comercial de State Street había perdido su vitalidad comercial y se cerró al tráfico de la calle para su renovación, incluida la ampliación de la acera hasta 1996. En agosto de 2020, la Milla Magnífica fue saqueada por grandes multitudes durante una noche de disturbios después de que la policía de Chicago le disparara a una persona negra en Englewood. En mayo de 2022, un tiroteo masivo cerca del vecindario mató a dos personas e hirió de gravedad a otras ocho.

## Descripción
Hoy en día, la Milla Magnífica tiene una mezcla de tiendas departamentales de lujo, restaurantes, minoristas de lujo, edificios residenciales y comerciales, empresas de servicios financieros y hoteles, que atienden principalmente a turistas y personas adineradas. La Milla Magnífica incluye 287 999 m² de espacio comercial, 460 tiendas, 275 restaurantes, 51 hoteles y una gran cantidad de atracciones turísticas y de entretenimiento para más de 22 millones de visitantes al año.
La Asociación Estadounidense de Planificación seleccionó la Milla Magnífica como una de las 10 Great Streets para 2007 a través de su programa Great Places in America. En los últimos años, la Milla Magnífica ha agregado árboles y camellones llenos de flores para reflejar los cambios de estación.

### Comercio
Muchas de las principales tiendas del mundo pueblan la Milla Magnífica, incluidos los grandes almacenes de lujo Bloomingdale's, Neiman Marcus, Saks Fifth Avenue, Nordstrom y Flagship Macy's en State Street. Además, algunas de las mejores boutiques de lujo se encuentran a lo largo de la Milla Magnífica (muchas de las cuales tienen solo unas pocas ubicaciones en América del Norte), incluidas Canada Goose, Cartier, Bottega Veneta, Bulgari, Van Cleef & Arpels, Armani, Chanel, Burberry (sede principal en Estados Unidos), Saint Laurent, Tom Ford, Gucci, Prada, Jimmy Choo, Louis Vuitton, Escada, Christian Louboutin, Tiffany & Co., Max Mara, Harry Winston, St. John, Omega, Stuart Weitzman, Montblanc, Anne Fontaine, Alice+Olivia y Rolex.
También están presentes Ralph Lauren (la tienda más grande de Ralph Lauren en el mundo), Kate Spade, Eskandar, Barbour, Cole Haan, Charles David, Lanvin, Marc Jacobs, Henri bendel, Hugo Boss, Brunello Cucinelli, Dolce & Gabbana, Salvatore Ferragamo, L 'Occitane en Provence, Diesel, Carolina Herrera, American Girl, Moncler, Furla, Harry Winston, Aritzia, Ermenegildo Zegna, Zara, Vera Wang, La Perla, MCM, Tumi, Agent Provocateur, LKBennett, Dennis Basso, Lululemon, Piazza Sempione, Graff Diamonds, Fratelli Rosseti, Hickey Freeman, Kiehl's, Jil Sander, Henry Beguelin, Michael Kors, Bernadaud, Christofle, J. Crew, Arthur, Sermoneta, H&M, Manrico Cashmere, Marlowe, Paul Stuart, Graff Diamonds, David Yurman, Fogal, Wolford, The Art of Shaving, BHLDN, Buccellati, Victoria's Secret, Banana Republic, AllSaints, Starbucks Reserve Roastery (el Starbucks más grande del mundo), Frette, Pratesi, Uniqlo (el primero en el Medio Oeste) y muchos otros.
Magnificent Mile también se destaca por sus tres centros comerciales urbanos: Water Tower Place, The Shops at North Bridge y 900 North Michigan Shops. Cada uno abarca varios pisos y bloques de la ciudad y ofrece varios inquilinos: pilares de centros comerciales y tiendas de ropa más exclusivas, restaurantes y atracciones únicas, como museos. En su libro The 10 Best of Everything: An Ultimate Guide for Travelers, National Geographic nombró a la Milla Magnífica junto con Rodeo Drive y Fifth Avenue como una de las 10 mejores avenidas comerciales del mundo.
En 2011, el alquiler en la Milla Magnífica es el tercero más caro del país, detrás de la Quinta Avenida en Nueva York y Rodeo Drive en Beverly Hills. Solo en 2013, el alquiler aumentó un 46 %.

### Hoteles y restaurantes
Restaurantes renombrados y aclamados por la crítica como The Signature Room en The 95th, Spiaggia, Tru, The Pump Room, Lawry's The Prime Rib, The Grand Lux y The Park Hyatt Room brindan una variedad de opciones gastronómicas. Tres hoteles de 5 estrellas (The Peninsula Chicago, Four Seasons Hotel Chicago y Ritz-Carlton Chicago) y el único hotel de 4 estrellas de Illinois (Park Hyatt) están ubicados dentro de unas cinco cuadras a lo largo de la Milla Magnífica.
Otros hoteles como Intercontinental, Knickerbocker, Westin, Drake Hotel y el Conrad Chicago también ofrecen convenientes alojamientos de lujo. Los hoteles de clase de lujo seleccionados se muestran a continuación:
| Nombre                         | Dirección                                  | Empresa matriz                  |
| ------------------------------ | ------------------------------------------ | ------------------------------- |
| Hotel Knickerbocker            | 163 E. Walton Place                        | Hoteles Milenio                 |
| Avenida Westin Michigan        | 909 N. Michigan Avenue                     | Hoteles Marriott                |
| Hotel Four Seasons Chicago     | 900 N. Michigan Avenue - Pisos 32–46       | Four Seasons Hotels and Resorts |
| Ritz-Carlton Chicago           | 845 N. Michigan Avenue                     | Hoteles Marriott                |
| Park Tower                     | 800 N. Michigan Avenue (110 E. Chicago)    | Hyatt                           |
| The Peninsula Chicago          | Calle Superior 108 Este                    | The Peninsula Hotels            |
| Hotel Allerton                 | 701 N. Michigan Avenue                     |                                 |
| Omni Chicago Hotel             | 676 N. Michigan Avenue                     | Hoteles Omni                    |
| The Conrad Chicago             | 520 N. Michigan Avenue (521 N. Calle Rush) | Hilton Hotels & Resorts         |
| Hotel InterContinental Chicago | 505 N. Michigan Avenue                     | InterContinental Hotels Group   |
| Hotel Drake                    | 140 E. Walton Place                        | Hilton Hotels & Resorts         |

### Bancos
Los bancos más grandes tienen sucursales a lo largo de la franja, incluidos los tres bancos más grandes del país: Bank of America, Citibank y el Chase Bank de JPMorgan Chase. Además, los bancos más grandes de Chicago están presentes, como Harris Bank, que técnicamente está al otro lado de la calle de la Milla Magnífica. American Express tiene una dirección en Magnificent Mile para una de sus dos oficinas de servicio en Chicago. Fidelity Investments tiene una oficina al pie de la Milla Magnífica.

### Hitos
Las presencias históricas y emblemáticas se muestran en la siguiente tabla, que enumera los Monumentos históricos de Chicago, las ubicaciones del Registro Nacional de Lugares Históricos y los Hitos históricos nacionales a lo largo de la Milla Magnífica. En el borde norte de este distrito en el oeste, se encuentra el exclusivo edificio One Magnificent Mile y Oak Street que corre hacia el oeste. Además, en el extremo norte del distrito se encuentra Chicago Landmark East Lake Shore Drive District, un área de bienes raíces de una sola cuadra extremadamente costosa y exclusiva que se extiende hacia el este desde N. Michigan Ave. y da directamente al lago Míchigan.
En el extremo sur del distrito, el puente de la avenida Míchigan se encuentra entre cuatro majestuosos rascacielos de los años 1920, dos de los cuales están en la Milla Magnífica (Tribune Tower y Wrigley Building), y dos de los cuales no (333 North Michigan and London Guarantee Building). Estos edificios son propiedades que contribuyen al distrito histórico de Michigan-Wacker.
| Hito de Chicago                                   | Fecha de designación                                    | Ubicación                              | NRHP                 | NHL                |
| ------------------------------------------------- | ------------------------------------------------------- | -------------------------------------- | -------------------- | ------------------ |
| Hotel Drake                                       | 18 de abril de 1985                                     | 140 E. Walton Place                    | 8 de mayo de 1980    |                    |
| Palmolive Building                                | 16 de febrero de 2000                                   | 919 N. Michigan Avenue                 | 21 de agosto de 2003 |                    |
| Perkins, Fellows & Hamilton Office and Studio     | 1 de diciembre de 1993                                  | 814 N. Michigan Avenue                 |                      |                    |
| Old Chicago Water Tower District                  | 6 de octubre de 1971; modificado el 10 de junio de 1981 | 806/821 N. Michigan Avenue             | 23 de abril de 1975  |                    |
| Hotel Allerton                                    | 29 de mayo de 1998                                      | 701 N. Michigan Avenue                 |                      |                    |
| Woman's Athletic Club                             | 2 de octubre de 1991                                    | 626 N. Michigan Avenue                 |                      |                    |
| McGraw–Hill Building                              | 7 de febrero de 1997                                    | 520 N. Michigan Avenue                 |                      |                    |
| Tribune Tower                                     | 1 de febrero de 1989                                    | 435 N. Michigan Avenue                 |                      |                    |
| Sitio de la casa de Du Sable, Jean Baptiste Point |                                                         | 401 N. Michigan Avenue                 | 11 de mayo de 1976   | 11 de mayo de 1976 |
| Puente y explanada de la avenida Míchigan         | 2 de octubre de 1991                                    | Michigan Avenue con Wabash             |                      |                    |
| Sitio de Fuerte Dearborn                          | 15 de septiembre de 1971                                | N. Michigan Avenue con E. Wacker Drive |                      |                    |

Varios de los edificios más altos del mundo se encuentran en el distrito la Milla Magnífica. Estos edificios son:
| Nombre                    | Dirección              | Altura (m) | Pisos | Año  |
| ------------------------- | ---------------------- | ---------- | ----- | ---- |
| 875 North Michigan Avenue | 875 N. Michigan Avenue | 344        | 100   | 1969 |
| 900 North Michigan        | 900 N. Michigan Avenue | 265        | 66    | 1989 |
| Water Tower Place         | 845 N. Michigan Avenue | 262        | 74    | 1976 |
| Park Tower                | 800 N. Michigan Avenue | 257        | 67    | 2000 |
| Olympia Centre            | 737 N. Michigan Avenue | 221        | 63    | 1986 |
| One Magnificent Mile      | 980 N. Michigan Avenue | 205        | 58    | 1983 |
| Chicago Place             | 700 N. Michigan Avenue | 185        | 49    | 1991 |
| Palmolive Building        | 919 N. Michigan Avenue | 172        | 37    | 1929 |

## Eventos de temporada

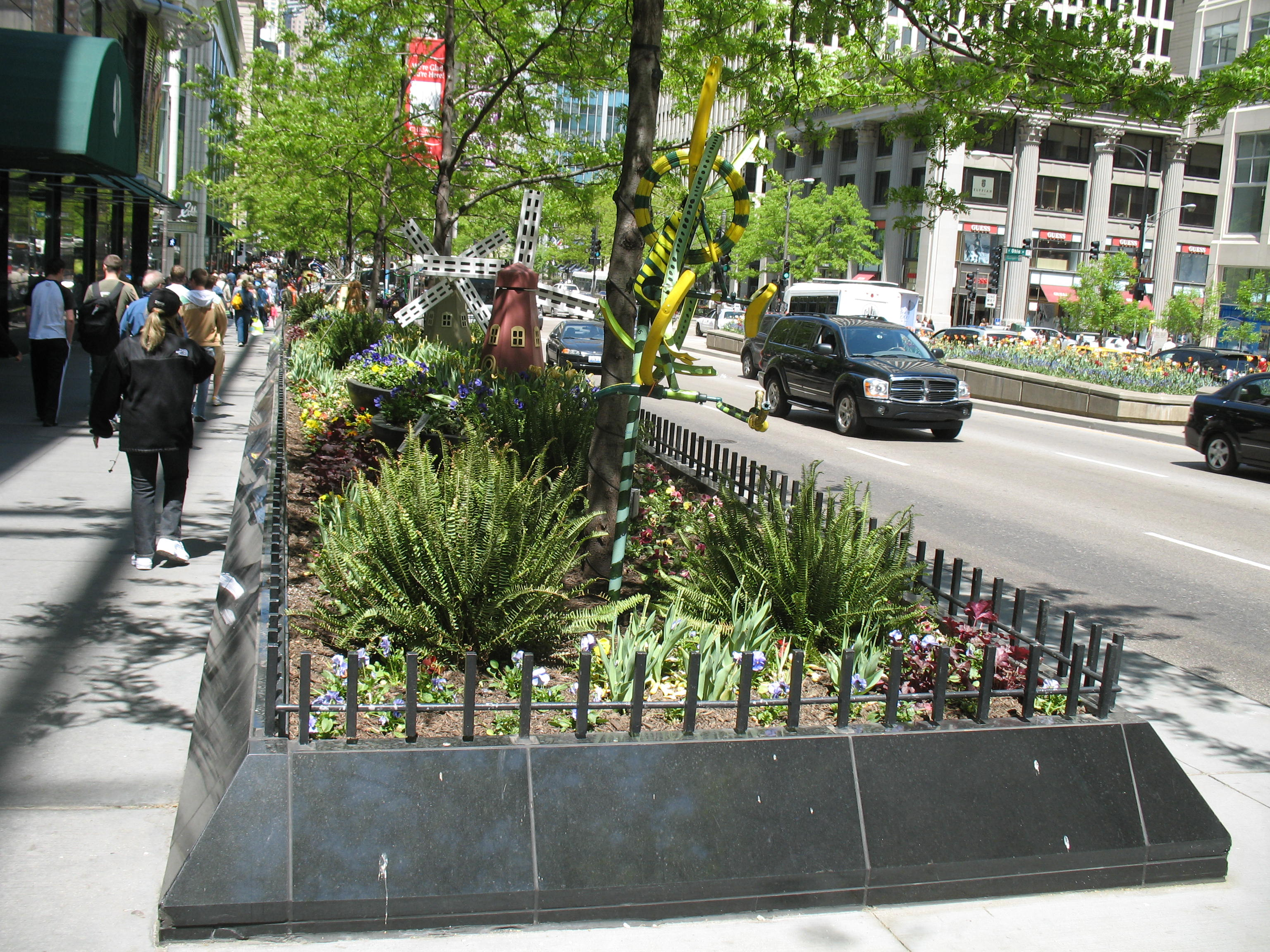
Maceta de jardín en la Milla Magnífica (con jardinera mediana visible).

Con cada temporada, el ambiente de la Milla Magnífica cambia. Este cambio está señalado por varios eventos oficiales:
Las jardineras medianas se construyeron como parte de un proyecto de mejora del paisaje urbano en 1994. En primavera, cientos de miles de tulipanes florecen desde mediados de abril hasta finales de mayo. En 2008, se colocó en los parterres del jardín una instalación de arte público de esculturas cinéticas diseñadas por arquitectos locales e internacionales.
Durante el verano, se lleva a cabo el evento del festival "Gardens of la Milla Magnífica". Es un recorrido a pie autoguiado por el paisaje. En 2007 y 2008, las formas de vestir de moda adornaron los jardines. Los formularios fueron diseñados por estudiantes del Instituto de Arte de Illinois - Chicago y la Academia Internacional de Diseño y Tecnología, así como por destacados diseñadores radicados en la Avenida.
En 2009 y 2010, la primera Serie de Conciertos de Verano presentada por Walgreens trajo talento musical de primer nivel para espectáculos gratuitos a la hora del almuerzo para invitados, locales y empleados. Los artistas anteriores incluyen: Collective Soul, Better Than Ezra, Mat Kearney, Michael Franti, Kris Allen y Guster.

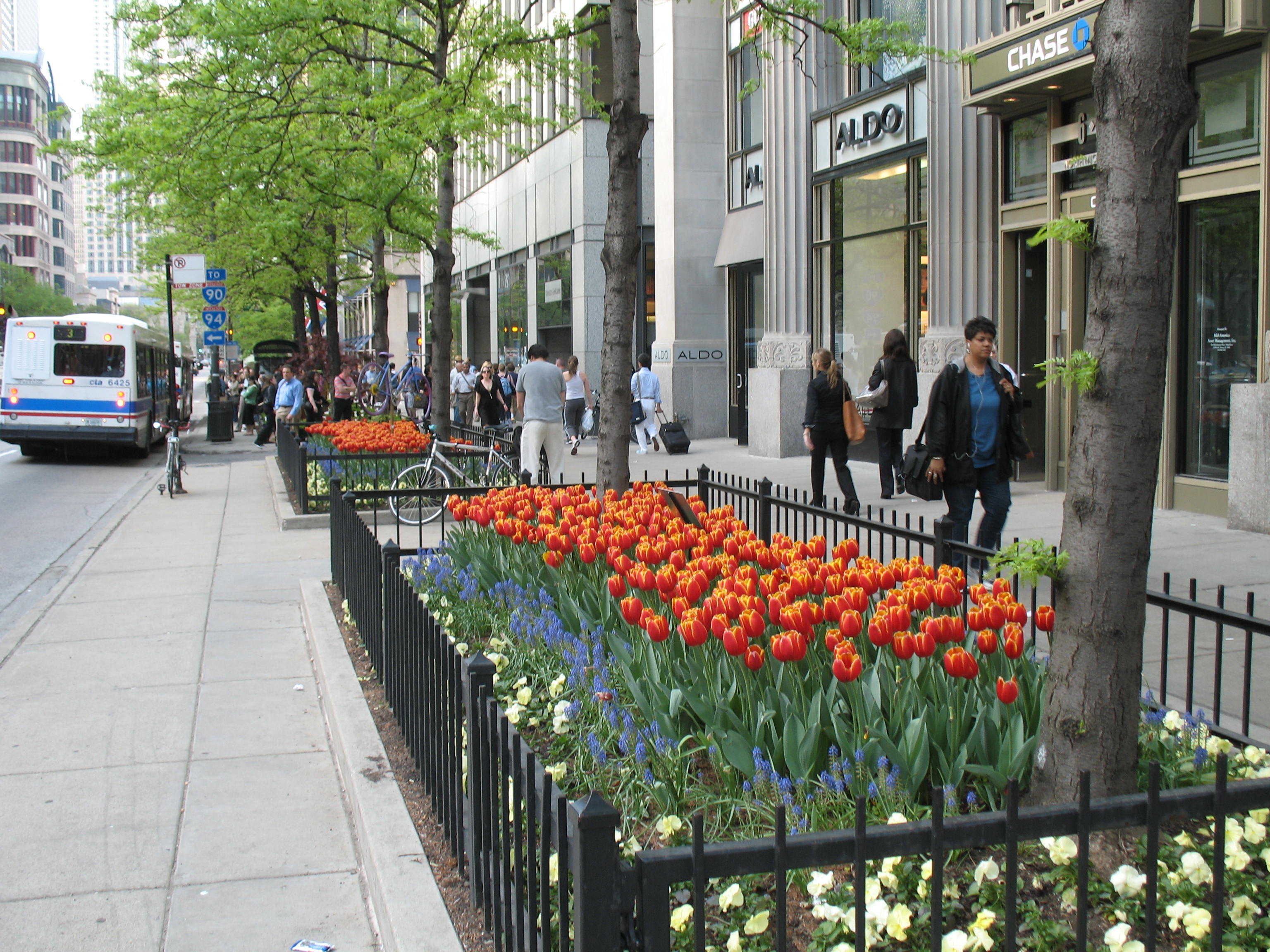
Tulipanes en 2007 con el autobús CTA al fondo a la izquierda.

La tradición de encender los árboles de la Milla Magnífica para dar comienzo a la temporada navideña se extiende desde hace más de cuarenta años. Se encienden más de un millón de luces y los fuegos artificiales siguen al evento. El Festival de Luces, presentado por BMO Harris Bank, marca el inicio de la Navidad.
El día del evento tiene actividades y ofertas especiales en los negocios de Magnificent Mile, además de cabinas festivas interactivas en Pioneer Court y un concierto gratuito con conciertos gratuitos con artistas populares durante toda la tarde en el Harris Stage (artistas anteriores incluyen a Jason Mraz, Mitchel Musso, y KT Tunstall). Por la noche, Mickey Mouse y Minnie Mouse encabezan una procesión por la avenida Míchigan desde Oak Street hasta Wacker Drive, deteniéndose en cada cuadra para iluminar los árboles. Se considera la primera procesión navideña anual del año.

## Transporte e infraestructura
North Michigan Avenue es una calle de dos sentidos de seis carriles que cuenta con el servicio de autobuses públicos de la Autoridad de Tránsito de Chicago a lo largo de Magnificent Mile que conectan el área con toda el área metropolitana de Chicago. También cuenta con el servicio de tranvía de temporada a lo largo de la calle, y cuenta con servicios de tránsito acuático de temporada. Dos cuadras al oeste a lo largo de State Street, cuenta con la Línea Roja del Metro de Chicago. El tráfico de peatones abunda a lo largo de las amplias aceras que están protegidas por una extensa vegetación madura que proporciona gran parte del ambiente agradable.
En el otoño de 2011, North Michigan Avenue se repavimentó por completo desde el río Chicago hasta Oak Street con una mezcla duradera de pavimento asfáltico de matriz de piedra que incorporó altos niveles de materiales reciclados, como tejas de desecho, caucho de llantas molidas y fresado de asfalto, desviando unas 800 t de material procedente de vertederos. El proyecto de 1 millón de dólares se completó sin detener por completo el tráfico en la calle. En julio de 2012, la Ciudad de Chicago y el CDOT recibieron el Premio al Liderazgo Ambiental de la Asociación Nacional de Pavimentos Asfálticos.